# Rallentatore Zeeman

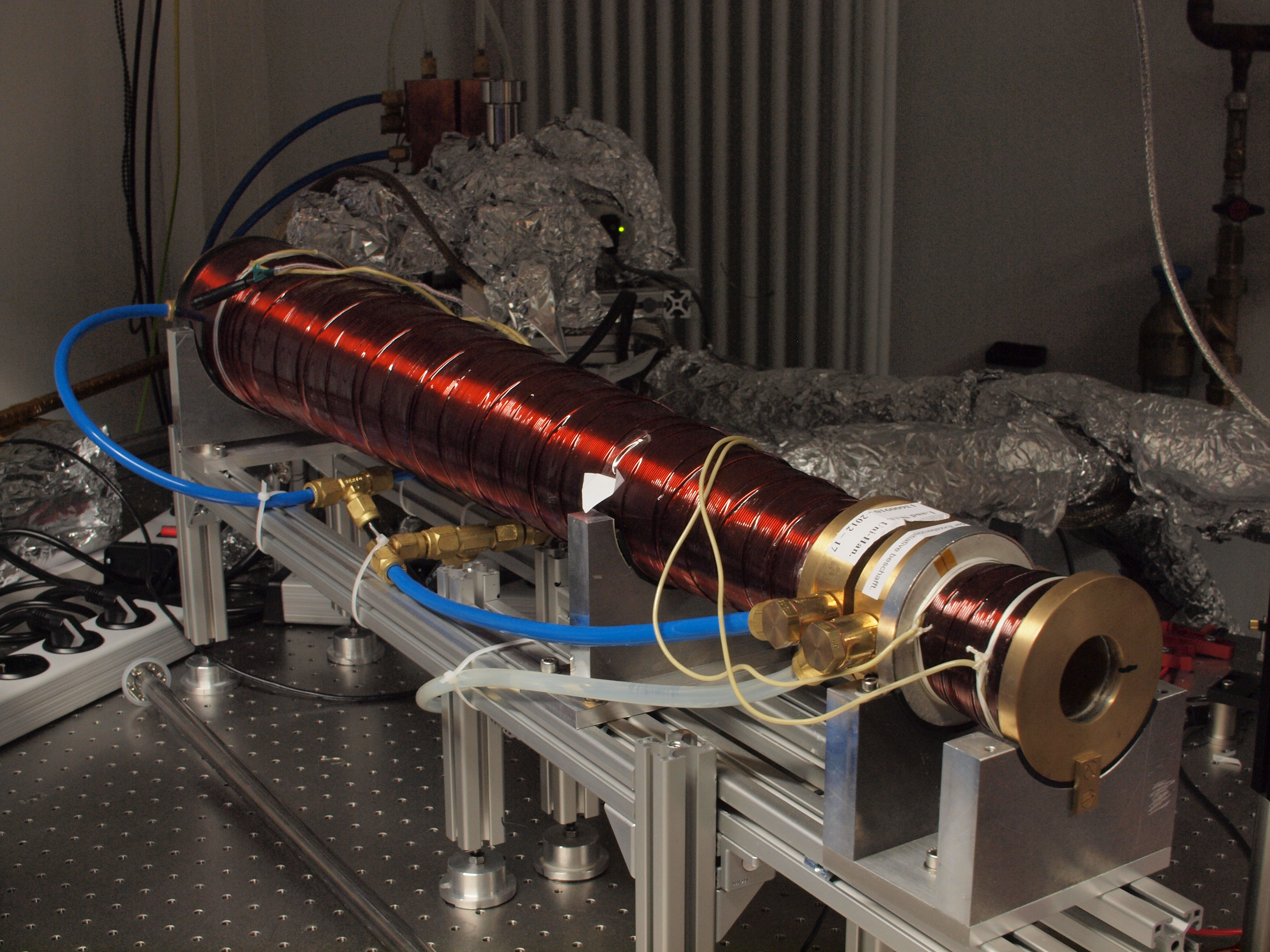
Il solenoide di un rallentatore Zeeman

Un Rallentatore Zeeman è un apparato sperimentale largamente utilizzato in ottica quantistica che permette di raffreddare un getto atomico termico a temperature dell'ordine del kelvin, ovvero a decelerare gli atomi da velocità dell'ordine di centinaia di metri al secondo a qualche decina di metri al secondo. 
Il rallentatore consiste in un cilindro, attraverso il quale il getto atomico si propaga, a cui si aggiungono un fascio laser, inviato in direzione opposta al moto degli atomi, e un campo magnetico variabile (di solito prodotto da più solenoidi avvolti sul cilindro). La frequenza laser deve essere quasi risonante con una transizione atomica, in maniera che il raffreddamento Doppler rallenti una certa classe di velocità dalla distribuzione di velocità del fascio atomico. Il campo magnetico serve a generare uno spostamento Zeeman dei livelli atomici, permettendo alla frequenza del laser di restare risonante man mano che gli atomi vengono rallentati (e quindi man mano che l'effetto Doppler tenderebbe a portare gli atomi a velocità inferiori fuori risonanza).
Questa tecnica è stata sviluppata da Harold J. Metcalf e William D. Phillips. Grazie anche a questa scoperta William D. Phillips è tra i vincitori del Premio Nobel per la fisica nel 1997, assieme a Steven Chu e Claude Cohen-Tannoudji per «lo sviluppo di metodi per raffreddare e catturare gli atomi tramite laser».